# Meine kleine schlimme Schwester
Meine kleine schlimme Schwester (englischer Originaltitel My Naughty Little Sister) ist das erste Buch der gleichnamigen Kinderbuch-Reihe der britischen Autorin Dorothy Edwards, das 1952 mit Illustrationen von Henrietta Garland beim Verlag Methuen Publishing veröffentlicht wurde. In den 1960er Jahren illustrierte Shirley Hughes das Buch neu. Die deutsche Erstausgabe erschien 1977 beim Annette Betz Verlag.

## Inhalt
Die Ich-Erzählerin schildert kurze Geschichten aus ihrer Kindheit, die von Erlebnissen mit ihrer kleineren Schwester handeln. Diese ist gar nicht so schlimm, wie der Titel vermuten ließe: Sie gerät vielmehr auf Grund ihrer Neugier, Unachtsamkeit und gelegentlichen Sturheit immer wieder in missliche Lagen, die jedoch in aller Regel lustig und gut ausgehen. Es werden Themen behandelt, die im Leben kleiner Kinder eine Rolle spielen: Krank sein, ins Theater gehen, der erste Wackelzahn, eine Begegnung mit dem Weihnachtsmann, eine Geburtstagsparty, der Besuch eines Jahrmarktes oder wie einmal der Vater statt der Mutter auf die kleine schlimme Schwester aufpasst und sich dabei nicht besonders geschickt anstellt.

## Entstehung
Die in den 1930er Jahren spielenden Geschichten, die sich die Autorin ausgedacht hat, um ihre Tochter während eines Familienurlaubs im Jahr 1950 ruhig zu halten, wurden ursprünglich für ein BBC-Radioprogramm namens Listen with Mother geschrieben.

## Rezeption
Claire Watts schreibt in ihrer Rezension: „Es kann unmöglich eine bessere Darstellung der Art und Weise geben, wie ein Erwachsener einem sehr jungen Publikum Geschichten aus seiner Kindheit erzählt! Man kann beinahe hören, wie der Zuhörer fordert: ‚Erzähl mir, wie es war, als du noch klein warst!‘ […] Die lustigen Wohlfühl-Geschichten eignen sich hervorragend zum Vorlesen – vielleicht das ideale erste Nicht-nur-Bilder-Buch.“ Marcia Hupp schreibt im School Library Journal anlässlich einer Ausgabe aus dem Jahr 1991: „Meine kleine schlimme Schwester ist frech und unverschämt, aber sie wird offensichtlich von allen geliebt. Es gibt keine bessere Botschaft für gelegentlich böse und ungezogene Leser (jeden Alters).“

## Referenzen
Meine kleine schlimme Schwester ist in dem literarischen Nachschlagewerk 1001 Kinder- und Jugendbücher – Lies uns, bevor Du erwachsen bist! für die Altersstufe 3+ Jahre enthalten.

## Ausgaben
- My Naughty Little Sister. Methuen Children's Books Ltd, UK 1952 (englisch).
- Meine kleine schlimme Schwester. Annette Betz Verlag, München 1977.